# Gălățui
Gălățui – wieś w Rumunii, w okręgu Călărași, w gminie Alexandru Odobescu. W 2011 roku liczyła 366 mieszkańców.